# Khairabad (Sitapur)
Khairabad es una ciudad y municipio situada en el distrito de Sitapur en el estado de Uttar Pradesh (India). Su población es de 48538 habitantes (2011). Se encuentra a 80 km de Lucknow

## Demografía
Según el censo de 2011 la población de Khairabad era de 48538 habitantes, de los cuales 25325 eran hombres y 23213 eran mujeres. Khairabad tiene una tasa media de alfabetización del 64,98%, inferior a la media estatal del 67,68%: la alfabetización masculina es del 69,45%, y la alfabetización femenina del 60,12%.